# تازلار (سنان‌پاشا)
تازلار (به ترکی استانبولی: Tazlar) یک منطقهٔ مسکونی در ترکیه است که در سنان‌پاشا واقع شده‌است.